# District du bas Subansiri
Le district du bas Subansiri est un des 16 districts de l'Arunachal Pradesh.
Sa population était de 82 839 habitants en 2011. Il s'étend sur 10 135 km2.
Son chef-lieu est la ville de Ziro 12 384 habitants en 2001.